# NUF2
La proteína Kinetochore Nuf2 es una proteína que en humanos está codificada por el gen NUF2.
Este gen codifica una proteína que es muy similar a la levadura Nuf2, un componente de un complejo proteico conservado asociado con el centrómero. La levadura Nuf2 desaparece del centrómero durante la profase meiótica cuando los centrómeros pierden su conexión con el cuerpo del polo del huso, desempeñando un papel regulador en la segregación cromosómica.
La proteína que codifica está asociada con centrómeros de células mitóticas HeLa, lo que sugiere que esta proteína es un homólogo funcional de la levadura Nuf2. Alternativamente, se han descrito variantes de transcripciones empalmadas que codifican la misma proteína.